# Bernard VI d'Anhalt-Bernbourg
Pour les articles homonymes, voir Bernard VI.
Bernard VI d'Anhalt-Bernbourg († mort le 2 février 1468) est un prince allemand issu de la maison d'Ascanie qui règne sur la principauté d'Anhalt-Bernbourg.

## Biographie
Bernard VI est le fils ainé Othon III d'Anhalt-Bernbourg et de sa première épouse inconnue. En 1404 après la mort de son père il est écarté du pouvoir par son cousin-germain Bernard V et son propre frère cadet Othon IV († 1416) qui usurpent le titre princier d'Anhalt-Bernbourg. 
Bernard VI  n'obtient d'être rétabli dans ses droits que seize années plus tard en 1420 après la mort de Bernard V sans héritier masculin. En même temps que son titre de Prince il s'intitule lui-même Seigneur de Bernbourg. Son seul fils Othon décède avant lui et après sa mort le 2 février 1468 il est inhumé à  Wiederstedt et la première lignée de la maison d'Anhalt-Bernbourg  se trouve éteinte en ligne masculine. Son parent Georges Ier d'Anhalt-Dessau, hérite de ses possessions.

## Unions et postérité
Avant le 21 octobre 1419 Bernard épouse  Mathilde († 1432), fille de Protze de Querfurt-Burgscheidungen. Ils ont deux enfants:
- Othon († 1437)
- Mathilde († 1443), épouse Sigismond II d'Anhalt-Dessau

Avant le 11 mars 1434  Bernard VI épouse en secondes noces Hedwige (née vers 1410 – † Bernbourg 14 mai 1497), fille du duc Jean Ier de Żagań. Leur union reste stérile.